# 耶律苏撒
耶律苏撒，汉名宗诲，辽朝宗室，辽景宗的孙子。
耶律苏撒的父亲是秦晋国王耶律隆慶。他是第五子，有四个哥哥：魏國王耶律查葛（汉名耶律宗政）、豳王耶律遂哥（耶律宗德）、陳王耶律謝家奴（耶律宗允）、遼西郡王耶律驢糞（耶律宗教）。耶律苏撒的汉名耶律宗诲，开泰九年（1020年）担任儀坤州启圣军节度使，被封为漆水郡王。有二子祗候郎君耶律王家奴、祗候郎君耶律羅漢奴。